# Vitrail des miracles de la Vierge
Pour un article plus général, voir Vitraux de Chartres.
Le vitrail des miracles de la Vierge à Chartres est dans la nef le sixième et dernier vitrail du bas-côté sud de la cathédrale Notre-Dame de Chartres, entre la chapelle de Vendôme et le transept. Il est numéroté 038 dans le Corpus vitrearum.
Le vitrail fut offert par les bouchers.
La verrière a été exécutée entre 1205 et 1215, elle est contemporaine de la cathédrale actuelle reconstruite après l'incendie de 1194, mais les trois panneaux circulaires supérieurs ont été détruits en 1816.
La verrière a été restaurée en 1908-1909 par Gaudin, en 1920 par l'atelier Lorin avec restitution des panneaux manquants, par Charles Lorin en 1927, enfin dans les années 1980.
Elle a été classée aux monuments historiques en 1840.

## Composition du vitrail
Le vitrail de 8,11 × 2,38 m s'inscrit dans une lancette en arc brisé, de style gothique primitif.
La ferrure est principalement organisée en quatre grands cercles.
Chaque grand cercle enserre un quadrilobe à cinq panneaux sur fond bleu. Le panneau central est circulaire, richement bordé d'un filet rouge, de perles blanches, et de deux filets bleu et blanc. Ce panneau central broche sur quatre panneaux latéraux en forme de cercles, disposés en croix, bordés de rouge et de bleu. Dans les écoinçons laissés entre cette croix et le cercle extérieur apparaissent des rinceaux sur fond rouge, séparés de la ferrure extérieure par un filet blanc, une bordure de perles jaunes, une large bordure bleue ornée de motifs en grisaille, et deux filets rouges et blancs.
Entre les grands cercles, la bordure est accostée de demi-médaillons latéraux, sur fond bleu bordé de rouge.
Le fond est orné d'une mosaïque à disques, un réseau de filets rouges aux croisement marqués par des perles blanches enserrant des carrés bleus.
L'ensemble du vitrail a une large bordure de feuillages et grappes, cloisonnée aux points de tangence des grands cercles et dans le prolongement des points de contacts des demi-médaillons. Cette bordure est sur fond bleu, bordée à l'extérieur d'un filet de perles jaunes, et de part et d'autre par un filet vert clair.

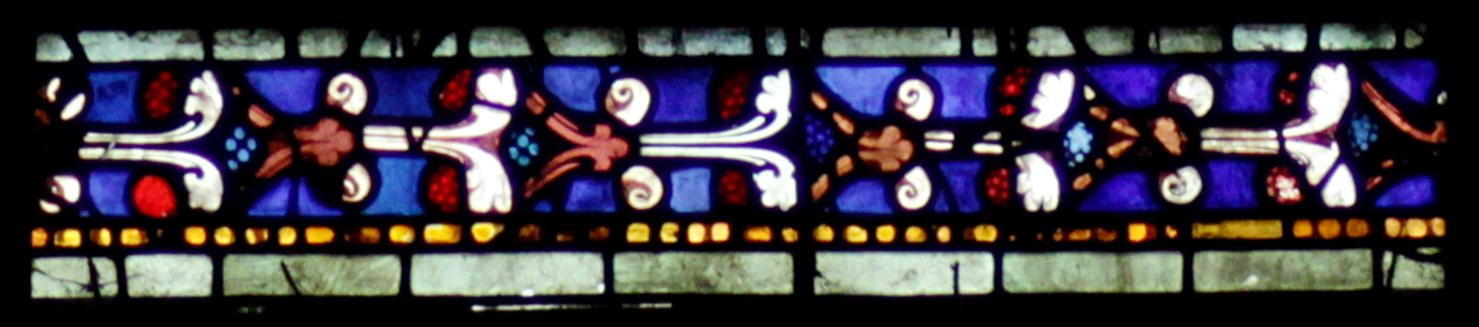
Bordure du vitrail 38 : fruits rouges, fleurs blanches et grappes bleues couronnées d'une croix rouge, sur fond bleu.

## Thématique
Ce vitrail a été l'un des premiers à traiter le sujet « les miracles de Notre-Dame »
C'est une verrière publicitaire montrant le chantier de la construction de la cathédrale Notre-Dame de Chartres, des pèlerins affluant, et les miracles attribués aux reliques qui y étaient l'objet de pèlerinage.
Vers 1225, ces miracles ont fait l'objet d'un manuscrit en latin, Les miracles de Notre-Dame de Chartres (Miracula B. Marie Virginis in Carnotensi ecclesia facta), décrivant 27 miracles en prose. Le livre a été traduit en vers octosyllabes français vers 1252-1262 par Jean Le Marchant,,.
Les donateurs sont la corporation des bouchers, qui apparaissent dans les deux coins inférieurs et dans le panneau inférieur du premier quadrilobe.
|                                                 |  |                                             |
| Boucher équarrissant un animal suspendu au mur. |  | Boucher assommant un animal avec une hache. |

## Description des panneaux
Un vitrail se lit typiquement de bas en haut, mais il n'est ici pratiquement pas narratif, et l'ordre de lecture est relativement indifférent.
|  | (IV) : Vierge en majesté(vitrail reconstruit). - En bas, les deux saints évêques Yves de Chartres et Fulbert de Chartres, ce dernier tenant une maquette de sa cathédrale. - À gauche, les deux prophètes Isaïe et Jérémie. - Au centre, une Vierge à l'Enfant, semblable à celle de Notre-Dame sous terre. - À droite, les deux prophètes Ézéchiel et Daniel. - En haut, deux anges thuriféraires encensent la Vierge à l'Enfant. |
|  | (III) : Procession guérissant les infirmes(vitrail reconstruit). - En bas, un paralytique se relève de son lit, le personnage de droite tient sa béquille à présent inutile. - À gauche, un évêque bénit la chasse, entouré d'un prêtre qui tient sa crosse et d'un clerc qui prie. La foule est à genoux. - Au centre, quatre clercs portent la chasse, pendant qu'un cinquième porte l'encens. La foule est à genoux. - À droite, un prêtre reconnaissable à son étole porte la croix de procession. Il est précédé d'un chanteur tenant un hymnaire. - En haut, des infirmes guéris tendent leur béquille vers la Vierge du médaillon supérieur. |
|  | (II) : La Cathédrale en construction (vitrail reconstruit). - En bas, l'architecte reconnaissable à son compas discute avec un aide. - À gauche, des pierres sont chargées sur un chariot à la carrière. - Au centre, des manœuvres transportent les pierres, un autre grimpe sur une échelle en portant un seau de mortier. - À droite, un menuisier scie une pièce de bois pendant que d'autres transportent des planches. - Les maçons reçoivent les pierres au sommet de l'échafaudage, tandis que celui du centre vérifie la verticalité avec un fil à plomb. Noter la reconstruction étrange de l'écoinçon en bas à droite. |
|  | (I) : La Cathédrale, lieu de pèlerinage où chacun apporte sa contribution. - En bas, un boucher désigne sur l'étal à tréteau une pièce de viande rouge et une tête de veau, pendant que deux apprentis découpent une carcasse (de mouton?) accrochée au mur. Contribution de la guilde. - À gauche, des pèlerins tirent une charrette destinée à la Cathédrale. La charrette contient des sacs qui peuvent évoquer le miracle des sacs de blé (no 10) ou celui des sacs de chaux (no 12). - Au centre, la foule des pèlerins prie devant une Vierge à l'Enfant, placée dans un reliquaire à porte, copie de la vierge dorée qui se trouvait sur le maître autel de Chartres. Un infirme guéri présence sa canne en signe de reconnaissance. Devant l'autel, un tronc s'apprête à recevoir les offrandes des pèlerins. - À droite, des pèlerins tirent une charrette chargée d'un tonneau de vin, évocation d'un autre miracle de la Vierge de Chartre (no 11). - En haut, Marie apparaît en majesté, portant l'enfant Jésus sur les genoux, entourée de deux anges. La statue est similaire à celle de Notre-Dame du pilier (qui se trouve à l'entrée nord du déambulatoire). Le panneau évoque le miracle de l'apparition de la Vierge à Chartres un samedi soir (no 18). Pour le Chanoine Delaporte, « C'est sur les routes qui mènent à Chartres que l'on vit pour la première fois des foules s'atteler aux chariots pour amener les matériaux à pied d’œuvre, ou pour apporter le ravitaillement nécessaire aux ouvriers », et ces hommes de trait seraient des pénitents. Que l'image soit historique ou allégorique, les pèlerins qui tirent les charrettes montrent ici concrètement que les contributions des pèlerins sont nécessaires à la vie du lieu de pèlerinage - suggérant donc à chacun d'y contribuer. |

### Deux scènes non identifiées
|     |  |     |
| ??? |  | ??? |

Entre le premier et le deuxième grand cercle, les demi-médaillons portent deux scènes mal identifiées.
À gauche, un homme d'Église est face à un enfant, qui est frappé par un trait rouge bordé de blanc venu du ciel. Récemment identifié comme le miracle II du livre latin des Miracles de Notre-Dame de Chartres (miracle IV du livre français de Jean le Marchant): l'enfant muet à qui la Vierge rend la parole et la langue.
À droite, un homme apporte devant un autel ou un lutrin ce qui semble être deux cochons, l'un d'or et l'autre d'argent.

### Quatre scènes: Histoire de Théophilus
- Voir (en) Theophilus of Adana

Au-dessus, les quatre panneaux des demi-médaillons relatent l'histoire de Théophile d'Adana. Pour sortir de la pauvreté, il aurait vendu son âme au diable, avant de faire annuler ce contrat par la Vierge et de rétablir sa situation par la repentance.
Dans le premier panneau, Théophilus se tient devant l'homme qui va être élu évêque à sa place. Théophilus avait été désigné par l'élection, mais par humilité, y avait renoncé. Mais l'évêque nouvellement élu retire à Théophilus son rôle d'archidiacre.
Dans le deuxième panneau, Théophilus regrette sa situation précédente et envisage de contacter un nécromancien et par lui Satan pour retrouver sa position primitive. Ensuite, Satan exige de lui qu'il renonce au Christ et à la Vierge Marie, dans un contrat signé de son sang. Théophilus accepte, et reçoit en retour la position d'évêque.
Dans le troisième panneau, Théophilus regrette son pacte, et prie à genoux la Vierge de lui pardonner. Après quarante jours de jeûne, la Vierge lui apparaît et le réprimande verbalement. Théophilus regrette son pacte, et la Vierge Marie promet d'intercéder auprès de Dieu. Il jeûne encore trente jours, et la Vierge lui apparaît et lui annonce son absolution.
Dans le quatrième panneau, c'est la Vierge qui discute avec le Diable.

Histoire de Théophilus
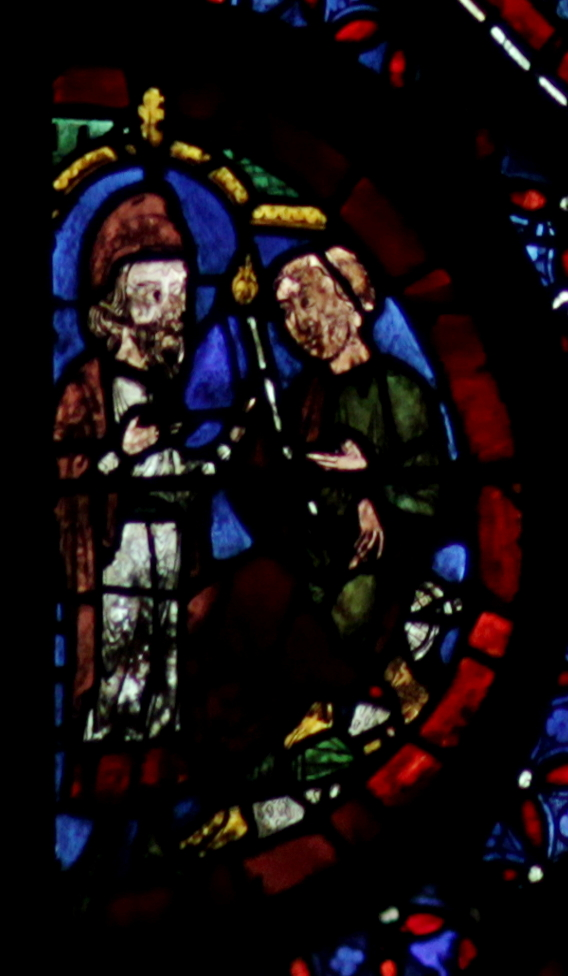
Théophilus 1 : Théophilus et l'évêque élu.
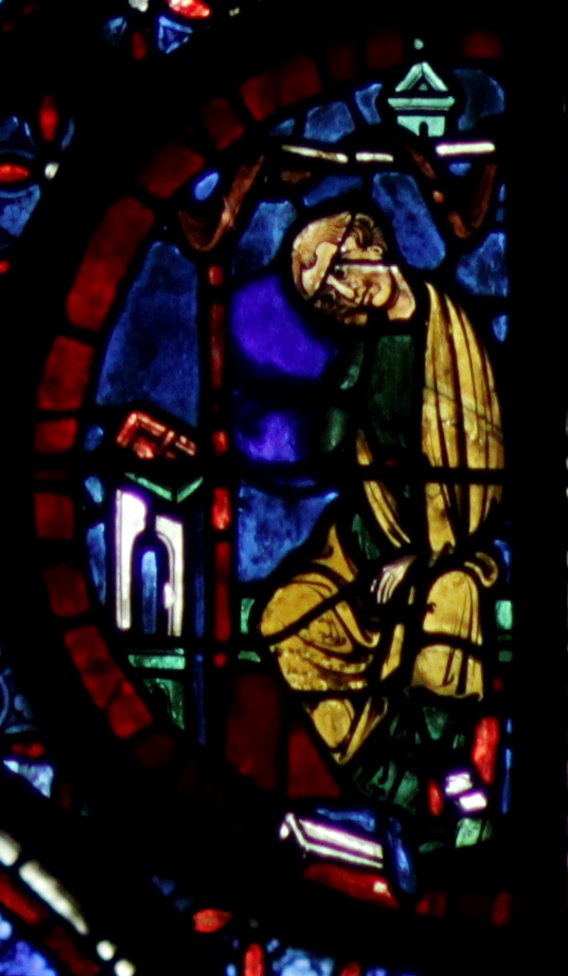
Théophilus 2 : Regrets de Théophilus.
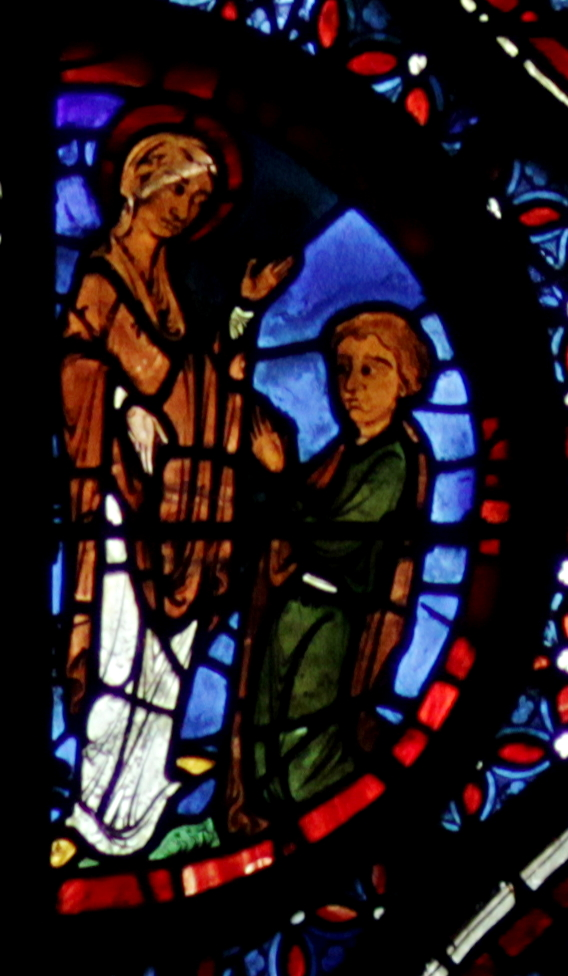
Théophilus 3 : Imploration de la Vierge.
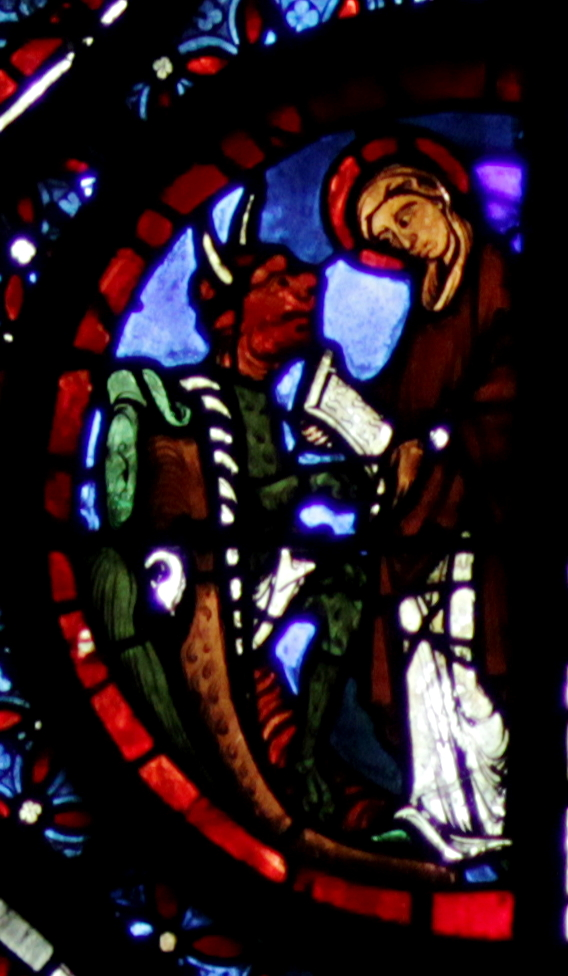
Théophilus 4 : La Vierge impose au Diable de rompre son contrat.

## Quelques miracles de la légende de Notre Dame de Chartres
Miracle 10Cest un Miracle qui auint au gens de Chatiau Landum. (Châteaulandon)
Plusieurs habitants de Châteaulandon s'étant mis en route pour conduire à Chartres du blé dont le produit devait être appliqué à la reconstruction de l’Église incendiée, voient tout à coup manquer leurs provisions de bouche, et sont exposés à souffrir de la faim. Notre-Dame, qui les protège, inspire aux habitants d'un village où ils sont obligés de faire halte, de tels sentiments de bienveillance pour eux que ceux-ci leur cèdent, à prix coûtant, le pain qu'ils avaient pour leur propre usage, et, de plus, il arrive que malgré cette double consommation, les sacs de pain se trouvent aussi remplis après qu'avant cette distribution.
Miracle llDun Miracle qui auint au gens de Peuiers (Pithiviers) en Gatinais
Les gens de Pithiviers qui transportaient du blé à Chartres pour en consacrer la valeur au rétablissement de l'Église, sont accueillis en route par les habitants du Puiset qui leur offrent de les aider à trainer leurs voitures. Cette offre n'étant point acceptée, les gens du Puiset leur offrent du vin pour se rafraîchir, ce qu'ils acceptent. Après leur départ, les habitants du Puiset s'aperçoivent que le tonneau, qu'ils devaient naturellement croire vide, est encore plein.
Miracle 12Dun Miracle qui auint au gens de Boneual
Les habitants de Bonneval conduisant à Chartres une voiture de chaux, qu'ils voulaient donner pour servir à la reconstruction de l'Église, sont surpris en route par un orage épouvantable, accompagné d'une pluie abondante. Ils se mettent à l'abri et sont obligés de laisser le char au milieu de la route. L'orage passé, ils trouvent, avec autant de surprise que de satisfaction, que le char n'a point été atteint par la pluie, et par conséquent que la chaux n'a reçu aucun dommage. De plus, une femme malade, hors d'état de se mouvoir, et qui était restée forcément sur la voiture, se trouva guérie subitement.
Miracle 18Comment Nostre Dame descendi en liglise de Chartres au samedi a seir
Récit très-court d'une apparition de la sainte Vierge.